# Il Monte Analogo
Il Monte Analogo. Romanzo d'avventure alpine non euclidee e simbolicamente autentiche è un romanzo dello scrittore e poeta francese René Daumal, rimasto incompiuto per la sua morte improvvisa avvenuta nel 1944 e pubblicato postumo nel 1952, con prefazione di Rolland de Renéville e postfazione di Véra Milanova moglie di Alexander Daumal, presso la Gallimard. L'edizione italiana, a cura di Claudio Rugafiori, è stata pubblicata da Adelphi nel 1968, in prima edizione economica nel 1991 e ripubblicata nel 2020, sempre da Adelphi, in una nuova edizione arricchita da una raccolta di testi dello stesso Daumal, i quali, oltre a documentare lo sviluppo del libro negli anni della sua stesura, forniscono preziose indicazioni su come il racconto avrebbe dovuto proseguire.
Dal libro è stato tratto un poema sinfonico del compositore argentino Javier Giménez Noble. Ha fatto da ispirazione al film La montagna sacra di Alejandro Jodorowsky, al concept album di Michele Lobaccaro Navigazioni intorno al Monte Analogo ed è stato illustrato da diversi pittori del XX secolo.

## Trama
Un gruppo di alpinisti piuttosto esperto vuole scoprire quale sia la vetta più alta del mondo e parte da Parigi per scoprirla e scalarla. Dopo aver navigato su una strana rotta, a bordo di una barca chiamata "l'Impossibile", gli esploratori approdano nell'isola del Monte Analogo che fa continente a sé, ricordando in qualche modo Atlantide. Qui trovano una popolazione con usi e costumi strani, proveniente da tutto il mondo e da tutti i tempi del mondo che, come loro, spera di scalare la vetta. Dopo un soggiorno nel villaggio di Porto-delle-Scimmie, e alcune considerazioni metafisiche sull'alpinismo, il gruppo affronta l'ascensione, arrivando quasi al campo base. Qui il racconto si interrompe, sospendendo la spedizione tra terra e cielo, in una specie di regno franco dell'analogia, dove non c'è niente che possa dirsi vero, e niente che sia falso del tutto e dove conta, più del resto, affacciarsi nella propria interiorità.

## Personaggi principali
- Arthur Beaver, medico, appassionato di regate e di montagna
- Pierre Sogol, capo della spedizione
- Ivan Lapse, linguista russo d'origine finlandese
- Hans e Karl, due fratelli austriaci, specialisti di scalate acrobatiche
- Judith Pancake, americana, pittrice
- Théodore, narratore
- Renée, sua moglie

## Edizioni italiane
- René Daumal, Il Monte Analogo, a cura di Claudio Rugafiori, Collana Biblioteca n.19, Milano, Adelphi, 1968; Collana gli Adelphi n.23, Adelphi, 1991; nuova edizione riveduta e ampliata, Collana Biblioteca, Milano, Adelphi, 2020 ISBN 978-88-459-3472-8.